# Guerres barbaresques
Batailles
- Tripoli (1er)
- Port de Tripoli (1er)
- Tripoli (2e)
- Port de Tripoli (2e)
- Derna

- Cap Gata
- Cap Palos

Les guerres barbaresques sont deux conflits opposant les États-Unis aux États barbaresques (possessions de jure de l'Empire ottoman, mais de facto indépendantes, régence de Tunis, régence d'Alger et régence de Tripoli), de 1801 à 1805 lors de la première guerre barbaresque et en 1815 lors de la seconde guerre barbaresque.
En effet, ces derniers imposent un tribut aux navires marchands américains naviguant en mer Méditerranée. En cas de non-paiement, les pirates barbaresques attaquent les navires, confisquent leurs cargaisons, asservissent leurs équipages et exigent une rançon pour leur libération. Au fil des décennies, les puissances européennes construisent des bateaux toujours plus sophistiqués face auxquels les États barbaresques ne peuvent lutter. Lorsque Thomas Jefferson devient président des États-Unis, il refuse de payer le tribut et envoie une flotte en Méditerranée. Cette dernière bombarde différentes villes fortifiées des États barbaresques et arrache finalement des concessions équitables de passage à ces États.
Quelques années après ce premier conflit, les pirates barbaresques mettent à profit l'augmentation des tensions entre les États-Unis, le Royaume-Uni et la France, culminant avec la guerre anglo-américaine de 1812, pour reprendre leur activité de piraterie. À son tour, en 1815, l'administration du président James Madison entreprend une action militaire contre les villes servant de bases aux pirates des actuelles Libye, Tunisie et Algérie.

## Contexte
Les Barbaresques sont des pirates qui opèrent principalement à partir des ports de Tunis, Tripoli et Alger en Afrique du Nord. Cette région est connue en Europe sous l’appellation de côte des Barbaresques, terme dérivé de barbare (suivant le sens originel : qui ne parle pas la langue). Ils agissent dans toute la mer Méditerranée, mais aussi le long de la côte de l'océan Atlantique de l'Afrique de l'Ouest et même en Amérique du Sud. En plus de navires saisis, ils effectuent aussi des razzias et des raids sur les villes et villages côtiers européens, principalement en Italie, en France, en Espagne. Le but principal de leurs attaques est de capturer des esclaves chrétiens européens pour la traite orientale  (marché aux esclaves arabo-musulman en Afrique du Nord).
La marine marchande américaine était avant la révolution protégée par la marine britannique. Seulement, le traité de Paris impose le désarmement de la Continental Navy, les navires américains n'ont donc plus aucune protection contre les pirates. La jeune nation n'a pas les fonds pour payer le tribut annuel réclamé par les États barbaresques, et, après 1785, ses navires deviennent vulnérables à la capture. En 1789, la nouvelle Constitution des États-Unis autorise le Congrès à créer une marine, mais pendant le premier mandat de George Washington (1787–1793) peu est fait pour réarmer la flotte. En 1793, les guerres issues de la Révolution française entre la Grande-Bretagne et la France débutent, et une trêve est négociée entre le Portugal et Alger. Cela met fin au blocus du Portugal sur le détroit de Gibraltar, ce qui permet aux pirates barbaresques d'agir aussi en Atlantique. Rapidement, les pirates s'en prennent à la marine américaine et capturent 11 navires marchands et plus d'une centaine de marins,.
En réaction à la saisie des navires américains, le Congrès débat et approuve le Naval Act of 1794, qui autorise la construction de six frégates, quatre de 44 canons et deux de 6 canons. Les partisans de la loi sont pour la plupart des États du Nord et les régions côtières, qui soutiennent la Marine afin de protéger le commerce maritime et limiter le coût des rançons,.

## Première guerre barbaresque
Le 10 mai 1801, alors que le nouveau président Thomas Jefferson refuse de payer une rançon toujours plus élevée, les Tripolitains déclarent la guerre aux États-Unis marquant le début de la guerre de Tripoli. En 1803, lors du blocus de Tripoli mené par la marine américaine, l’USS Philadelphia est capturé par les Maures et emmenée à Tripoli. L'année suivante, un raid américain mené par Stephen Decatur à bord de l'USS Intrepid, permet de brûler le navire dans le port afin qu'il ne soit pas utilisé par l'ennemi. Les Américains multiplient les bombardements contre Tripoli en 1804 et en 1805, les Marines envahissent les rives de Tripoli, capturant la ville de Derna. C’est la première fois dans l’histoire des États-Unis que leur drapeau flotte sur une conquête étrangère. Cette action militaire se montre suffisante pour inciter les dirigeants de Tripoli à signer un traité de paix.

## Seconde guerre barbaresque
Pendant la guerre anglo-américaine de 1812, les États barbaresques profitent de la faiblesse de la Marine des États-Unis pour capturer à nouveau les navires marchands américains et leurs marins. Après la signature du traité de Gand, les États-Unis veulent mettre fin à la piraterie en Méditerranée, qui s’attaque à leurs navires depuis deux décennies. Le 3 mars 1815, le Congrès américain autorise le déploiement d’une force navale contre Alger dans le cadre du Mediterranean Squadron, ce qui marque le début de la seconde guerre barbaresque. Deux puissantes escadres sont constituées sous le commandement des commodores Stephen Decatur et William Bainbridge. La flotte qui fait route vers la mer Méditerranée comprend plusieurs frégates dont l'USS Guerriere (en), l'USS Constellation, et l'HMS Macedonian. Le 17 juin 1815, après le départ de Gibraltar, en route vers Alger, l'escadre de Decatur rencontre le vaisseau-amiral algérien le Mashouda et lors de la bataille qui s'ensuit, la bataille du cap Gata, la flotte capture la frégate algérienne alors que Hamidou ben Ali est tué dans l'affrontement. Peu de temps après, l'escadre américaine capture aussi le brick algérien Estedio lors de la bataille du cap Palos. Le 28 juin, l’escadre américaine atteint Alger et contraint le Dey à négocier la paix. Les Américains obtiennent la libération de leurs prisonniers et le droit de naviguer et commercer en Méditerranée en toute liberté,.

## Conséquences
Après l'élimination de Hamidou ben Ali par les États-Unis, les Britanniques lancent à leur tour une expédition en 1816 qui permet de libérer de nombreux esclaves. Après la guerre de Tripoli, les conflits entre les nations occidentales n’avaient pas permis de consolider la victoire contre les Barbaresques mais leur extinction permet aux Occidentaux d'éliminer progressivement la menace des Barbaresques en Méditerranée. Si un coup rude est porté à la piraterie en Méditerranée, cette dernière ne cessera totalement qu'en 1830 avec la prise d'Alger par les Français.
En effet, dans les années qui suivront, l'Algérie et la Tunisie sont colonisées par la France, respectivement à partir de 1830 et 1881. En 1835, Tripoli retourne sous le contrôle de l'Empire ottoman. En 1911, profitant du vide laissé par l'Empire ottoman, l'Italie prend le contrôle de Tripoli.
Ces territoires sont demeurés sous contrôle européen jusqu'au milieu du XXe siècle tandis que la supériorité navale occidentale en Méditerranée est définitivement assurée avec l’avènement des navires à vapeur comme les destroyers, cuirassés et dreadnought à la fin du XIXe siècle et au début du XXe siècle.

## Sources
- (en) Robert Davis, « British Slaves on the Barbary Coast », sur bbc.co.uk, 2011 (consulté le 5 novembre 2015)
- (es) Cesáreo Fernández Duro, Armada española desde la unión de los reinos de Castilla y de León, vol. VI, Madrid, Est. tipográfico "Sucesores de Rivadeneyra", 1900, 564 p. (OCLC 04413652, lire en ligne).
- (en) Stephen Howarth, To Shining Sea : a History of the United States Navy, 1775–1998, Norman, OK, University of Oklahoma Press, 1999, 630 p. (ISBN 0-8061-3026-1, OCLC 40200083, lire en ligne).
- (en) Mark Lardas, American Light and Medium Frigates 1794-1836, Osprey Publishing, 2012, 147 p. (ISBN 978-1-84603-266-0, lire en ligne).
- (en) Frederic C. Leiner, The End of Barbary Terror, America's 1815 War against the Pirates of North Africa, Oxford University Press, 2007, 39-50 p. (ISBN 978-0-19-532540-9, lire en ligne).
- (en) Nathan Miller, The U.S. Navy : A History, Annapolis, MD, Naval Institute Press, 1997, 324 p. (ISBN 1-55750-595-0, OCLC 37211290).
- Jean Moulin, US Navy, t. 1 : 1898-1945 : du Maine au Missouri, Rennes, Marines éditions, 2003, 512 p. (ISBN 2-915379-02-5).
- (en) Jack Sweetman, American Naval History : An Illustrated Chronology of the U.S. Navy and Marine Corps, 1775-present, Annapolis, MD, Naval Institute Press, 2002, 386 p. (ISBN 1-55750-867-4).
- (en) Abdeljelil Temimi, « Documents turcs inédits sur le bombardement d'Alger en 1816 », Revue de l'Occident musulman et de la Méditerranée, vol. 5, no 1,‎ 1968, p. 111-133 (DOI 10.3406/remmm.1968.985).